# Cupra
Seat Cupra S.A.U. este o filială cu sediul în Martorell a producătorului spaniol de automobile SEAT, care vinde mașini sub marca Cupra (ortografia corectă: CUPRA).
În noiembrie 2022, Cupra a lansat oficial primul său showroom din România, care se numește Cupra Garage și se află în București.

## Istorie
Odată cu introducerea mărcii Cupra la începutul anului 2018, toate activitățile din motorsport au fost continuate sub acest nou brand. Mașina de curse Cupra TCR a fost prezentată pentru sezonul de turisme 2018. La fel ca Seat, Cupra este condusă de Wayne Griffiths începând cu 1 octombrie 2020.

## Modele

### Actuale
- Cupra Born
- Cupra Formentor
- Cupra Ateca
- Cupra León
- Cupra León Sportstourer
- Cupra E-Racer